# Brzezinka, Tỉnh West Pomeranian
Brzezinka [bʐɛˈʑinka] (tiếng Đức: Lehmaningen) là một khu định cư ở khu hành chính của Gmina Czaplinek, thuộc quận Drawsko, West Pomeranian Voivodeship, ở phía tây bắc Ba Lan. Nó nằm khoảng 15 kilômét (9 mi) phía bắc Czaplinek, 30 km (19 mi) về phía đông bắc của Drawsko Pomorskie và 110 km (68 mi) về phía đông của thủ đô khu vực Szczecin.
Trước năm 1945, khu vực này là một phần của Đức. Đối với lịch sử của khu vực, xem Lịch sử của Pomerania.